# Ruth Damayanti
Ruth Damayanti Wihardjo (* um 1960) ist eine ehemalige indonesische Badmintonspielerin.

## Karriere
Ruth Damayanti gewann 1983 bei den Südostasienspielen Gold im Damendoppel und Silber im Mixed. Im gleichen Jahr siegte sie auch bei den Indonesia Open. Im Jahr zuvor belegte sie den zweiten Platz sowohl bei den Asienspielen als auch bei den All England.

## Erfolge
| Saison | Veranstaltung     | Disziplin   | Platz | Name                             |
| ------ | ----------------- | ----------- | ----- | -------------------------------- |
| 1982   | Asienspiele       | Mixed       | 2     | Icuk Sugiarto / Ruth Damayanti   |
| 1982   | All England       | Damendoppel | 2     | Verawaty / Ruth Damayanti        |
| 1983   | Südostasienspiele | Damendoppel | 1     | Ruth Damayanti / Maria Francisca |
| 1983   | Indonesia Open    | Damendoppel | 1     | Ruth Damayanti / Maria Fransisca |
| 1983   | Südostasienspiele | Mixed       | 2     | Bobby Ertanto / Ruth Damayanti   |

## Referenzen
- http://www.badminton-indonesia.com/index.php?option=com_content&task=view&id=64&Itemid=1

| Personendaten    | Personendaten                   |
| ---------------- | ------------------------------- |
| NAME             | Damayanti, Ruth                 |
| ALTERNATIVNAMEN  | Damayanti Wihardjo, Ruth        |
| KURZBESCHREIBUNG | indonesische Badmintonspielerin |
| GEBURTSDATUM     | um 1960                         |